# Otamalahti
Otamalahti är en sjö i kommunen Nyslott i landskapet Södra Savolax i Finland. Arean är 38 hektar och strandlinjen är 5,6 kilometer lång. Sjön  ingår i Vuoksens huvudavrinningsområde.   Den ligger omkring 65 kilometer öster om S:t Michel och omkring 270 kilometer nordöst om Helsingfors. 